# Língua maconi
A língua maconi (makoní) é uma língua extinta pertencente ao tronco linguístico macro-jê.

## Vocabulário
Vocabulário maconi recolhido por Wied:
| Português        | Maconi                | Comentários                                         |
| ---------------- | --------------------- | --------------------------------------------------- |
| água             | cunaan                |                                                     |
| alto             | eouptan               |                                                     |
| anta             | tia                   |                                                     |
| anzol            | cagnagnam             |                                                     |
| arco             | paniam                |                                                     |
| areia            | awoon                 |                                                     |
| árvore           | abooi                 |                                                     |
| ave              | petoignang            | e breve                                             |
| banana           | atemtá                |                                                     |
| barba            | agnedhürn             | mal distinto                                        |
| boca             | inicoi                |                                                     |
| boi              | inschicoi             |                                                     |
| bom (é)          | epoy                  |                                                     |
| bonito           | epoinam               |                                                     |
| braço            | agnim                 |                                                     |
| cabeça           | epotoi                |                                                     |
| cabelo           | endaen                | breve                                               |
| cair             | omnan                 |                                                     |
| calor            | abcoican              | a entre a e e                                       |
| caminho          | pataan                |                                                     |
| camisa           | tupickchay            |                                                     |
| cantar           | niamungkätä           |                                                     |
| cão              | pocó                  |                                                     |
| cara             | incaay                |                                                     |
| carne            | tiungin               |                                                     |
| cavalo           | camató                |                                                     |
| céu              | becoy                 |                                                     |
| chifre           | ecüm                  |                                                     |
| chover           | taeng                 |                                                     |
| cobra            | cagná                 |                                                     |
| comer            | uptumang              |                                                     |
| comprido         | etoitam               |                                                     |
| coração          | inkicha               |                                                     |
| coxa             | incajhé               |                                                     |
| criança          | idcutó                |                                                     |
| cuia             | cunatá                |                                                     |
| dê cá!           | aponenom              |                                                     |
| dedo             | agnipcutó             |                                                     |
| dente            | etioy                 |                                                     |
| deus             | tupá                  |                                                     |
| dormir           | niamonnon             | prim. sílaba nasal                                  |
| erva             | scheüy                | e breve                                             |
| espeto           | muschi                |                                                     |
| espingarda       | bibcoi                |                                                     |
| espinho          | bimniam               |                                                     |
| eu               | ai                    |                                                     |
| faca             | patitai               |                                                     |
| feio             | niaam                 |                                                     |
| filha            | atinang               |                                                     |
| filho            | incutó                |                                                     |
| flecha           | paan                  |                                                     |
| fogo             | coen                  | pelo nariz                                          |
| frio             | chaam                 | ch como em alemão                                   |
| galinha          | tiucacan              |                                                     |
| gato             | kumangnang            |                                                     |
| hoje             | ohnan                 | n final indistinto                                  |
| homem            | icübtan               |                                                     |
| ir               | jamón                 |                                                     |
| irmão            | tschinam              |                                                     |
| jacaré           | maai                  |                                                     |
| jacutinga        | macatá                |                                                     |
| leite            | atiedacün             | e breve, ü entre ö e ü                              |
| ligeiro          | moachichman           |                                                     |
| lua              | puaan                 | mal distinto                                        |
| macaco           | kegno                 | e indistinto                                        |
| machado          | biim                  |                                                     |
| mãe              | ahain                 |                                                     |
| mandioca         | coon                  |                                                     |
| mão              | inhimancoi            |                                                     |
| milho            | punadhiam             |                                                     |
| morder           | cuptumang             |                                                     |
| morrer           | umniangming           |                                                     |
| mosquito         | kemnian               | e breve e indistinto                                |
| mulher           | atí                   |                                                     |
| mutum            | tschaschipoché        | sch brando, como j francês                          |
| não              | poé                   |                                                     |
| nariz            | inschicoi             |                                                     |
| negro            | tapagnon              |                                                     |
| ninho            | mapkepä               |                                                     |
| noite            | aptamnan              |                                                     |
| olho             | idcaai                |                                                     |
| onça (jaguareté) | cuman                 |                                                     |
| orelha           | inipcoi               |                                                     |
| osso             | ecobjoi               |                                                     |
| ouro             | taiuá                 |                                                     |
| ovo (de galinha) | amnientin             |                                                     |
| pai              | tatá                  |                                                     |
| pau              | cö                    | o gutural, entre o e u                              |
| pé               | ingpatá               |                                                     |
| pedra            | comtai                |                                                     |
| peito            | inkematan             |                                                     |
| peixe            | maam                  |                                                     |
| pena             | potegnemang; angemang | e inaudível                                         |
| pequeno          | capignan              |                                                     |
| perna            | idcasché              |                                                     |
| pescoço          | incatakay             |                                                     |
| porco            | tratketen             | en nasal                                            |
| preto            | imnictam              |                                                     |
| raiz             | agnibtaschaten        | en longo                                            |
| regato           | ecoinan               |                                                     |
| relâmpago        | agnamam               |                                                     |
| santo            | tupá                  |                                                     |
| sangue           | inkö                  | ö entre ö e ü                                       |
| serra (montes)   | aptien                |                                                     |
| sim              |                       | exprime-se apenas pela inspiração de um pouco de ar |
| sobre            | pawipam               |                                                     |
| sol              | abcaay                |                                                     |
| tamanduá         | potoignan             | oi como o ö                                         |
| tatu             | coim                  |                                                     |
| terra            | aam                   |                                                     |
| testa            | incüy                 | ü nasal                                             |
| trovão           | uptatiná              |                                                     |
| um               | epochenan             |                                                     |
| velho            | idkatoen              | a e oe indistintos                                  |
| vem!             | abui                  |                                                     |
| vento            | thiam                 |                                                     |
| ventre           | agniohn               | nasal                                               |
| vermelho         | upekängehäng          |                                                     |